# Casa Mur (Aluján)

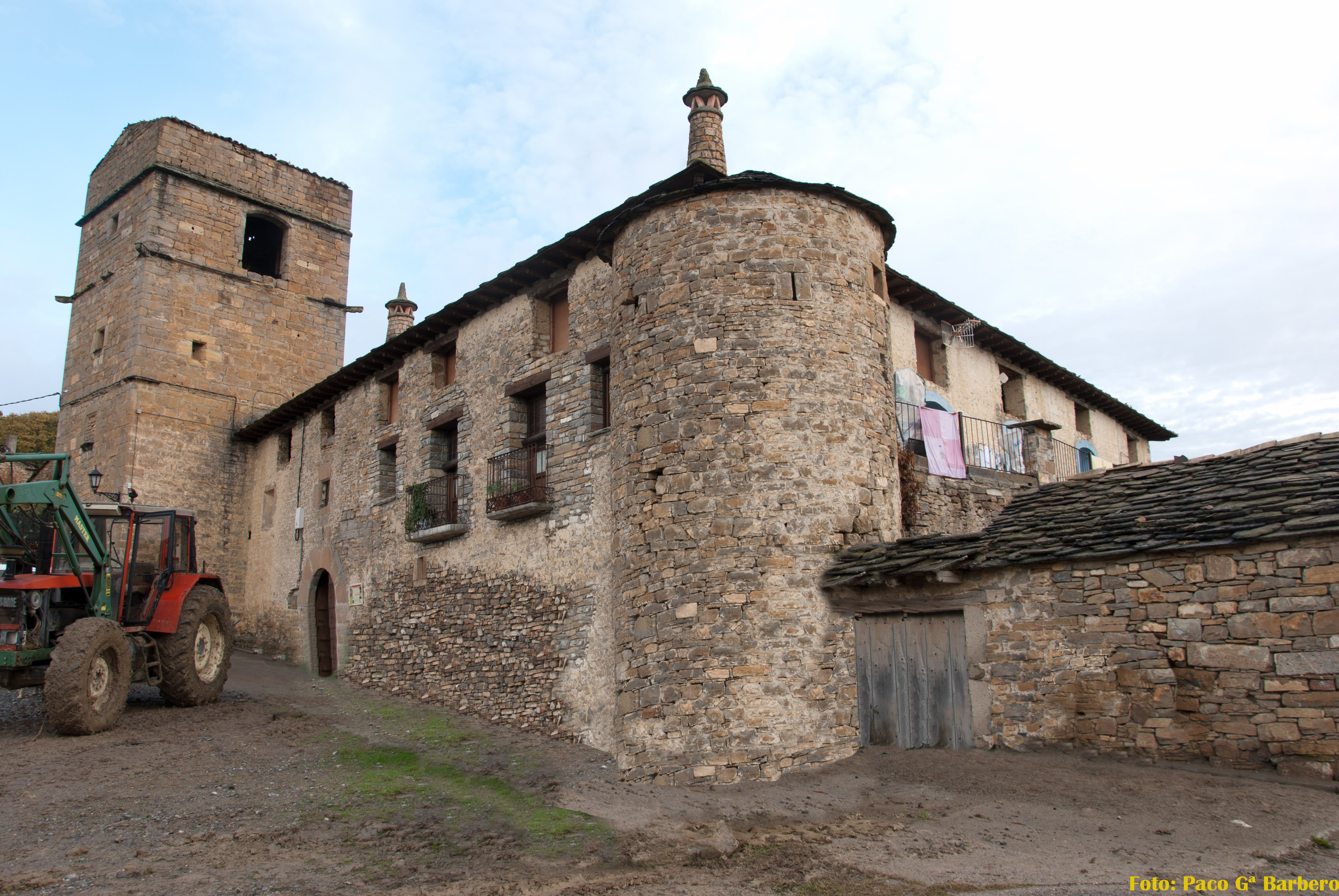
Casa Mur

Die Casa Mur in Aluján, einem Ortsteil der spanischen Gemeinde La Fueva in der Provinz Huesca der Autonomen Gemeinschaft Aragonien, wurde im 16. Jahrhundert erbaut. Das befestigte Wohnhaus ist als Bien de Interés Cultural (Baudenkmal) klassifiziert.

## Beschreibung
Die Casa Mur ist ein typisches Beispiel eines befestigten Wohnhauses mit Türmen in der Region Alto Aragón, dem nördlichen Aragonien in den Pyrenäen. Die Region war im 16. Jahrhundert durch politische und soziale Konflikte gekennzeichnet. Gleichzeitig machten Banden das Gebiet unsicher. 
Einer der drei Wehrtürme, von denen einer rund und zwei rechteckig ausgeführt sind, besitzt ein Maschikuli zur Verteidigung. Der größte Turm diente als Rückzugsort für alle Einwohner des Dorfes. Im Erdgeschoss dieses Turmes befindet sich eine Kapelle mit Wandmalereien.

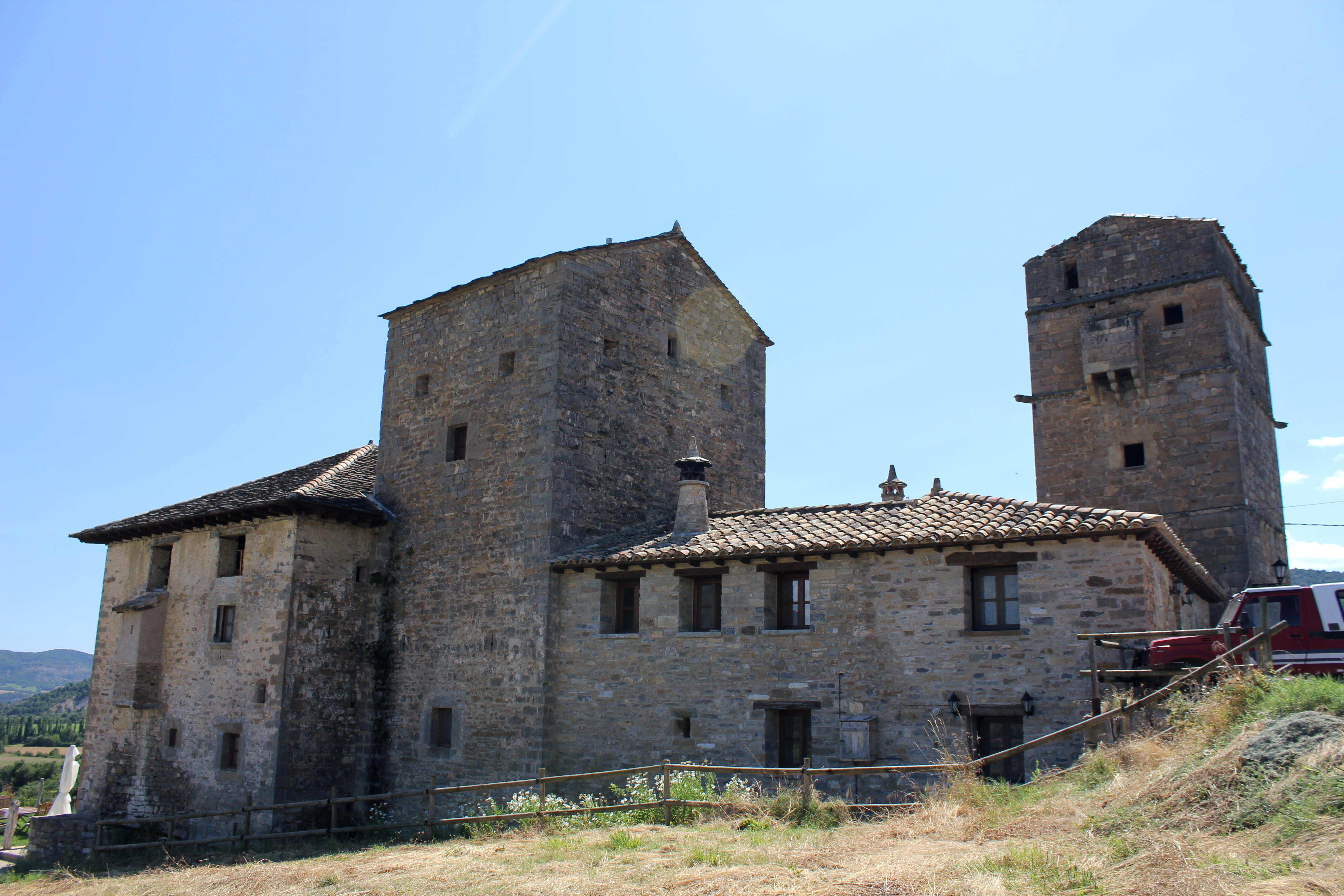
Ansicht von Süden
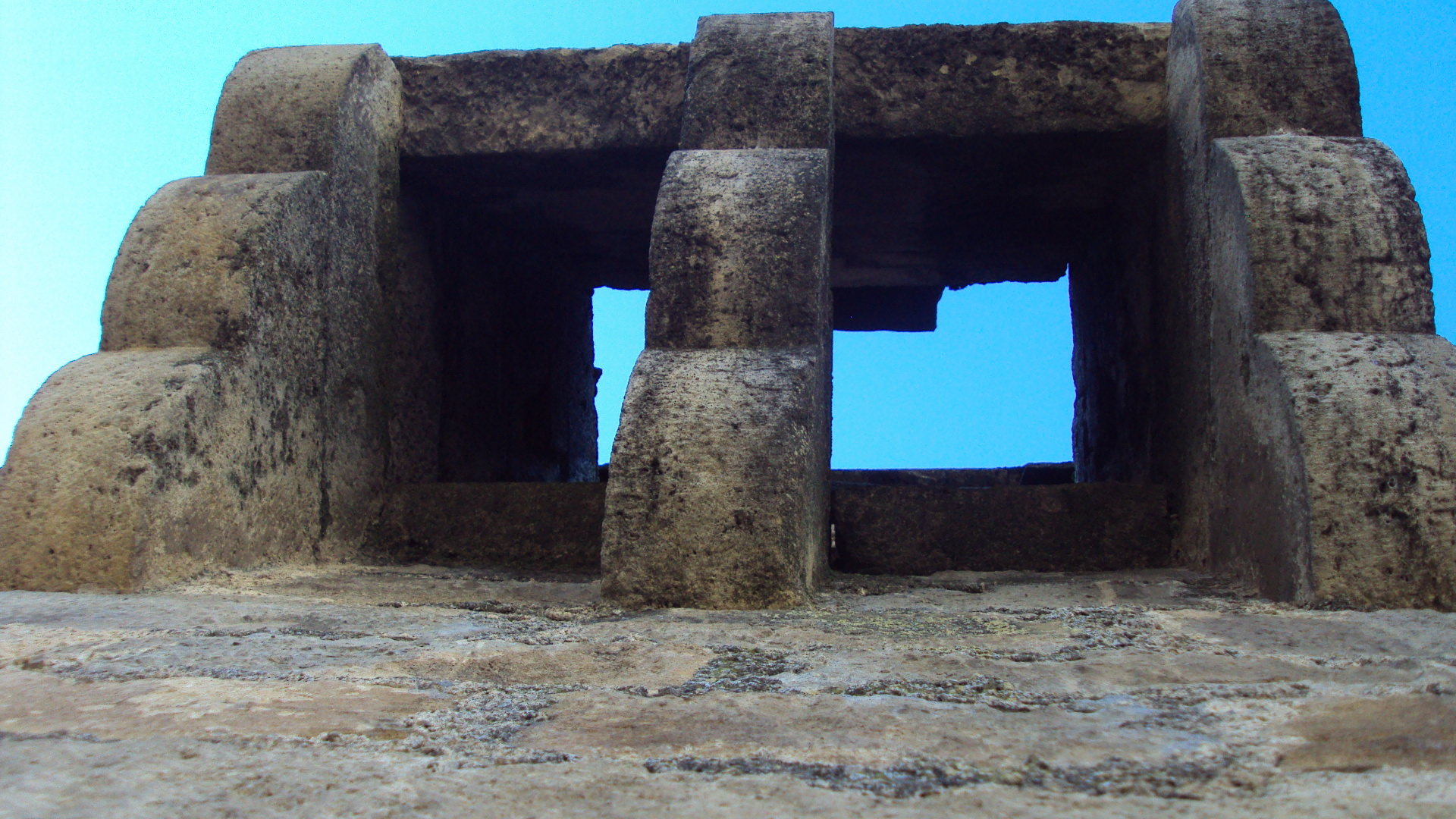
Maschikuli
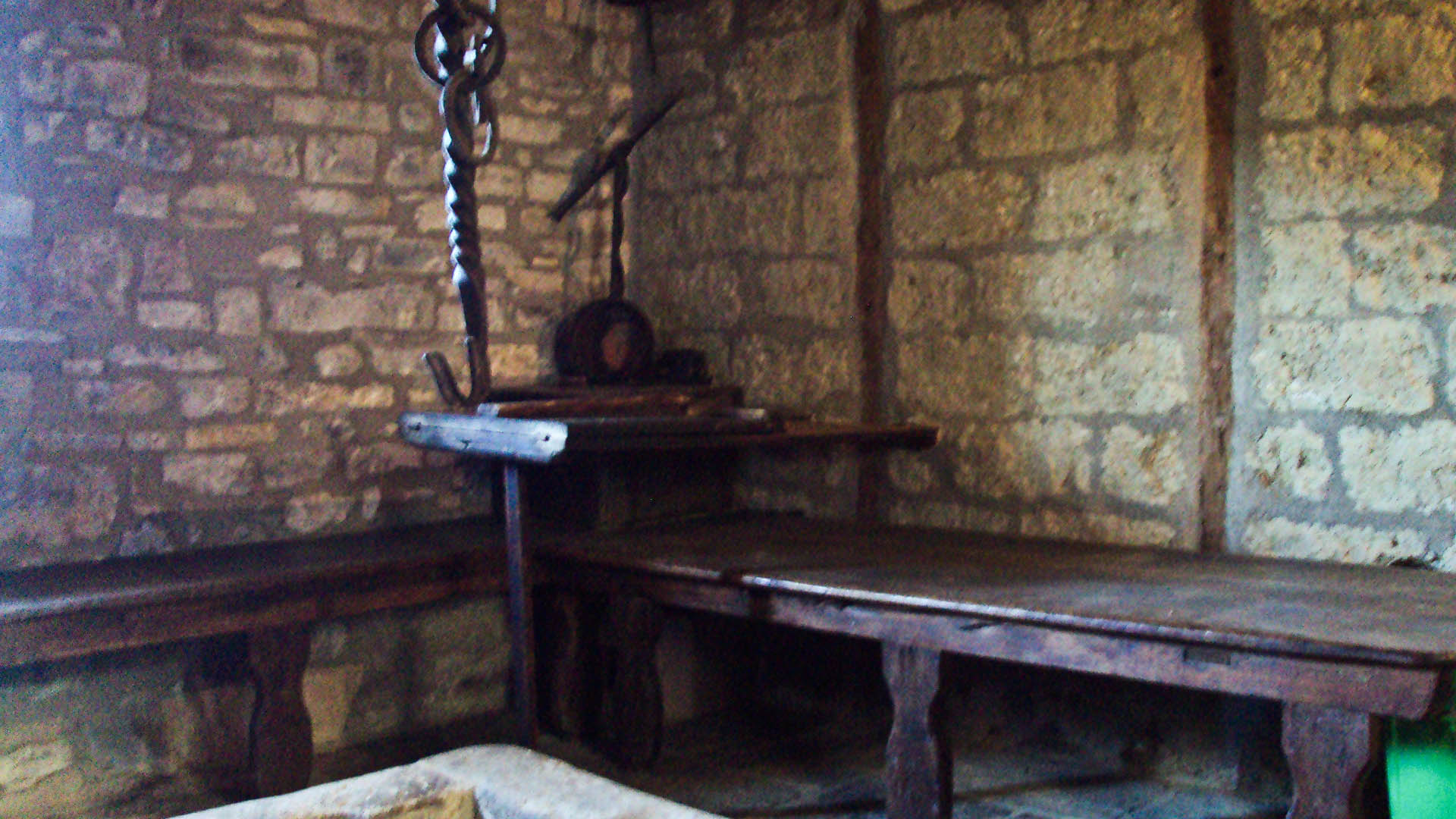
Küche
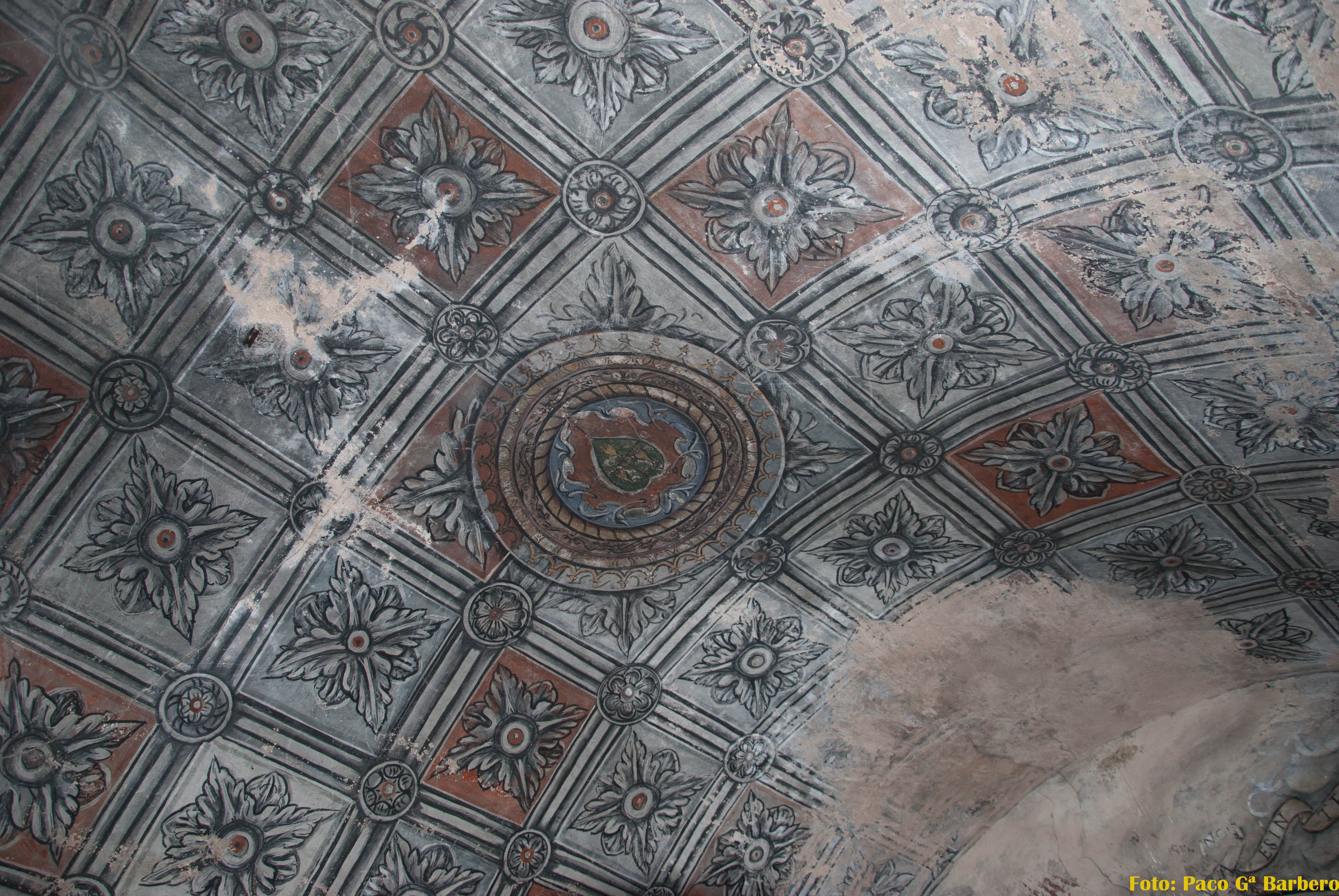
Bemalung der Kapelle